# 떡갈잎고사리
떡갈잎고사리(槲蕨, 곡궐. 학명: Aglaomorpha fortunei 아글라오모르파 포르투네이[*]는 고란초과에 속하는 고사리이다. 중국 동부 등 동아시아 권역이 원산이다.
중의학에서 헛뿌리가 '골쇄보'(骨碎補)라는 이름의 한약재로 쓰인다. 학명이명인 Drynaria fortunei으로 아시아 연구에서 매우 빈번히 인용된다. 그러나, 이는 Drynaria roosii의 오용명이다.

## 특징
떡갈잎고사리는 수부착성(epiphytic) 또는 암부착성(epipetric) 식물이다. 떡갈잎고사리속의 다른 종들과 마찬가지로 두 가지 형태의 엽상체를 가진다.(포자가 있는 엽상체 잎과 포자가 없는 포엽체)
포엽체는 둥글고 얕추 옅게 째진 적갈색 엽상체가 서로를 감싸고 있는 모습을 띤다. 포자낭이 없으며 떡갈잎고사리속의 전형적인 '바구니 모양'을 형성한다. 엽상체는 좀 더 크며 열편이 크게 있다. 중앙맥 양 옆으로 1~3개의 포자퇴가 늘어서 있다.

## 분류
1856년 구스타브 쿤제(Gustav Kunze)가 Polypodium fortunei라는 학명으로 처음 기재하였다. 1857년 존 스미스(John Smith)는 떡갈잎고사리를 드리나리아속으로 이동시켜 Drynaria fortunei라는 학명이 쓰이개 되었다. 널리 학명이 쓰이게 되었으나, 1855년에 이미 다른 종의 학명으로 게재되었기 때문에 오용명(Nomen illegitimum)이 되었다. 1992년 도시유키 나카이케가 Drynaria roosii라는 신명으로 학명을 게재하였다.
2016년 양치식물 계통 그룹 분류(Pteridophyte Phylogeny Group, PPG I)에 따르면, 떡갈잎고사리속은 고란초과의 드리나리아아과로 분류된다.

## 쓰임새
떡갈잎고사리의 뿌리줄기에서 난 추출물은 골절 및 류마티스 관절염 치료를 도와주는 전통 본초제로 쓰인다.

### 약리 연구
떡갈잎고사리에 대한 현대의 연구에 따르면 분리된 골세포에서 시료의 효과가 확인되었다.
플라반-3-ol과 프로펠라고니딘은 뿌리줄기에서 추출되는 성분이다.